# San Vicente Tancuayalab
San Vicente Tancuayalab é um município do estado de San Luis Potosí, no México.